# Schietwilgbladrandwesp
De schietwilgbladrandwesp (Phyllocolpa oblita) is een vliesvleugelig insect uit de familie van de bladwespen (Tenthredinidae). De wetenschappelijke naam van de soort is voor het eerst geldig gepubliceerd in 1823 door Serville.